# Mette Kathrine Jensen Stærk
Mette Kathrine Jensen Stærk (født 9. februar 1980) er en dansk rigsspillemand, komponist og fortæller. Hun er uddannet på Det Fynske Musikkonservatoriums folkemusiklinje 2001-2007
Sponsorspiller for harmonikamærket Beltrami. 
Mette Kathrine har komponeret melodi til sangen Døber, sanger, knægte, flammer, som er kommet med i Højskolesangbogens 19. udgave.
Hun fik sammen med duoen Kvasir Danish Music Award Folk i 2007 samt en DMAF's traditionspris med duoen Jensen & Bugge i 2012.
Nomineret til en YamAward for verdens bedste børnekoncert med duoen Jensen & Bugge. Blev nr 2 i publikumsprisen.
Komponeret en stævnesang sammen med Jens Rosendal til Folkedans Danmarks stævne i 2011
Komponeret 2 sange med Benny Holst, bl.a til Danske folkekors stævne 2019
Spiller i trioen Zenobia og i duoen Jensen & Bugge.